# Залізничний масив
Залізни́чний маси́в — житловий масив у Солом'янському районі міста Києва. Розташований  між вулицями Романа Ратушного, Солом'янською та схилами Протасового яру. Прилягає до місцевостей Батиєва гора та Олександрівська слобідка.

## Історія
Місцевість, де тепер розташовано Залізничний масив, було частково забудовано на початку XX століття як частину Олександрівської слобідки та Батиєвої гори. На початку 1960-х років замість частково знесеної малоповерхової забудови було збудовано житловий масив (основна забудова здійснена у 1963—1965 роках переважно п'ятиповерховими панельними будинками). Первісна назва масиву — Батиєво-Олександрівський (назва походила від первісної назви вулиці Романа Ратушного, вздовж якої переважно й розташовано масив).
Сучасна назва вживається з 1964 року — від колишнього Залізничного району, на території якого було збудовано масив.
У 1967 році до Залізничного масиву з боку Солом'янки було продовжено трамвайну лінію (діяла до 2001 року; замінена тролейбусною).

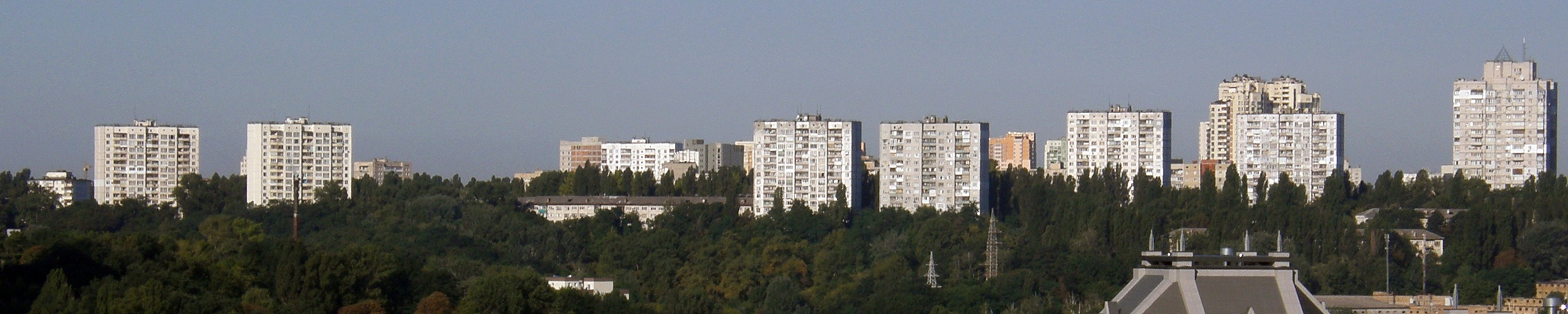
Залізничний масив зі сходу